# Ste-Anne (Baby)
Koordinaten: 48° 23′ 39″ N, 3° 20′ 32,2″ O

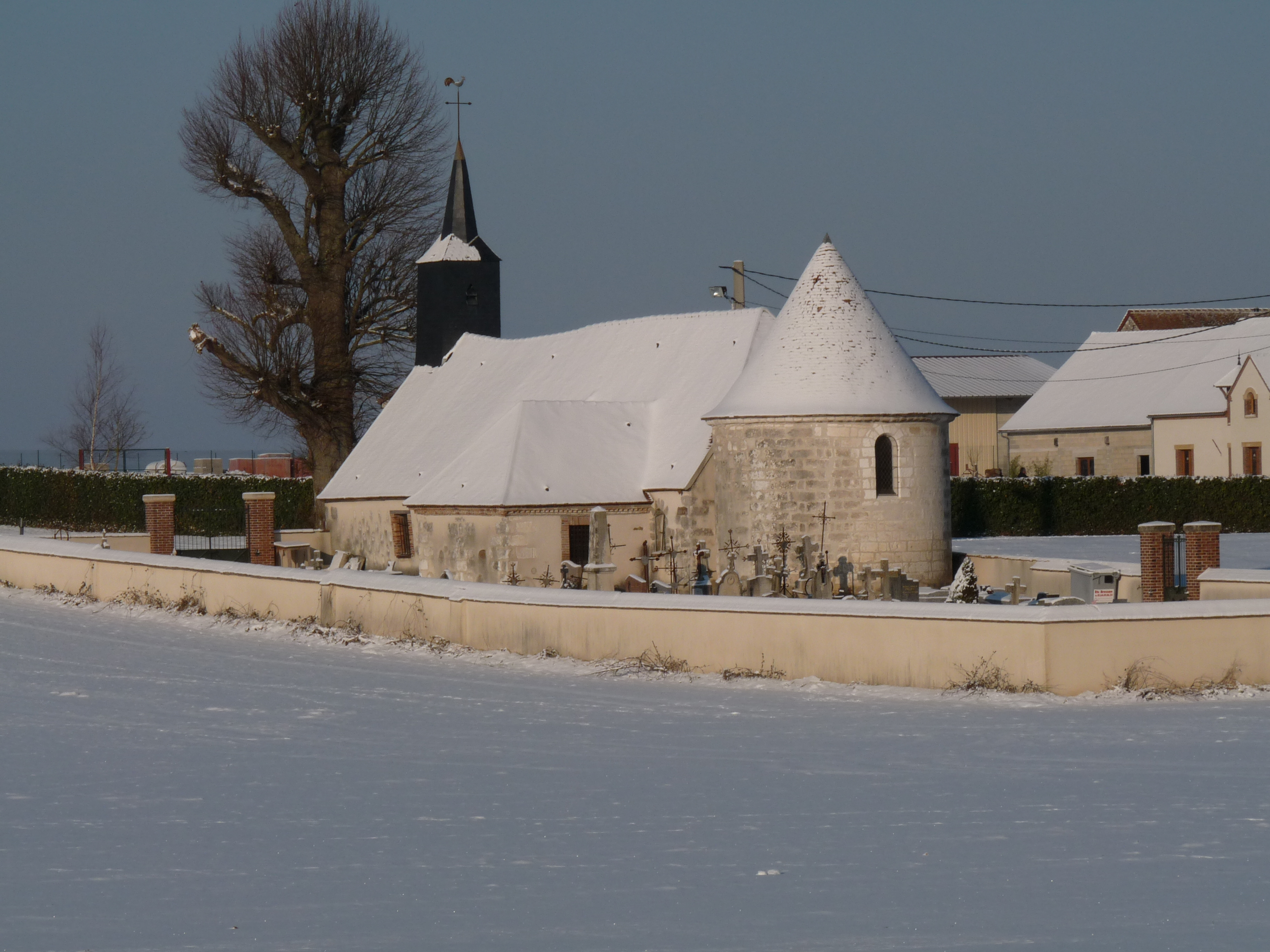
Kapelle Sainte-Anne in Baby mit Mausoleum (Rotunde)

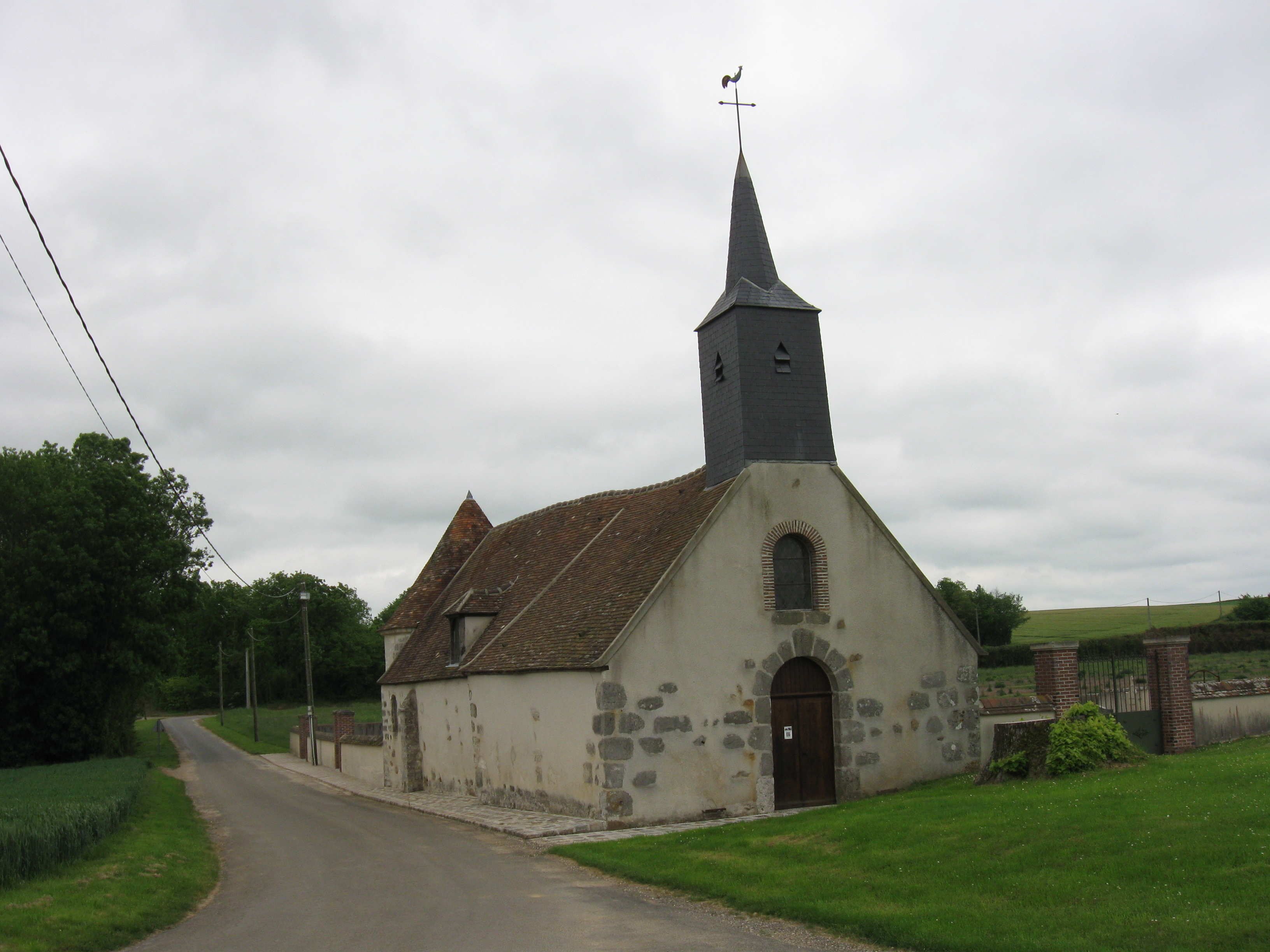
Westseite mit Rundbogenportal

Die katholische Kapelle Sainte-Anne in Baby, einer französischen Gemeinde im Département Seine-et-Marne der Region Île-de-France, wurde ursprünglich im 11. Jahrhundert errichtet. 

## Geschichte
Die Kapelle südlich des Dorfes gehörte zum Schloss von Baby, das im 19. Jahrhundert abgerissen wurde. Das Gotteshaus wurde zwischen 1640 und 1659 nach Westen erweitert. Aus dieser Zeit stammt auch das rundbogige Portal aus Haustein. Der älteste Teil der Kapelle ist die Apsis. An diese wurde im 18. Jahrhundert ein rundes Mausoleum angebaut, um darin den Grundherrn Alexis Jean Durand de Lagny zu bestatten. Sein Epitaph wurde als Monument historique klassifiziert.
Im 19. Jahrhundert wurde der Dachreiter mit Glocke auf dem Westgiebel errichtet und eine kleine Sakristei an die Apsis angebaut.

## Ausstattung
Von der in den letzten Jahren restaurierten Ausstattung ist hervorzuheben: Heiligenskulpturen aus dem 17. und 18. Jahrhundert und Kreuz aus dem 18. Jahrhundert.
Siehe auch: Liste der Monuments historiques in Baby (Seine-et-Marne)